# Il-106 (航空機・初代)
Il-106
- 用途：輸送機
- 設計者：G.V.ノボジーロフ（ロシア語版）
- 製造者：
- 運用状況：予備設計

Il-106は、イリユーシン設計局が開発していた輸送機である。

## 概要
1980年代、An-22とIl-76を代替する次世代大型四発戦略輸送機作業を開始した。これにイリューシン設計局、アントノフ設計局、ツポレフ設計局が応じた。
設計局はそれぞれIl-106、An-170（An-70の拡大型）、Tu-330を提案し、1987年12月にIl-106が他を退けて選定された。1992年にはMosaeroshow-92（後のMAKS）においてIl-106のモデルが展示された。この時点で1995年にプロトタイプを作成、1997年に初飛行して飛行試験を開始する予定であったが、ソ連の崩壊とその後のロシア連邦の経済危機により予算がつかず、1999年には開発中止となった。
計画のみで終わったものの、Il-106はロシアがAn-124の代替として2016年からの開発を予定しているIl-106 エルマークの基礎となることが想定されており、型式も継承されることとなっている。

## 設計
予備設計では80トンの荷物を搭載し、5,000kmを飛行できる能力を持ち、複数の降着装置を備えることで未舗装の飛行場からの運用も考慮されていた。機体はAn-124やIl-76と類似した設計となっているが比較的広く短い胴体を持ち、主翼にはウィングレットを装備する。貨物室のサイズは6×4.6×34mで貨物の取り出しを容易とするため、前後にハッチが設けられる。エンジンは、新規に開発されたNK-92（後にNK-93に発展）ターボファンエンジンを4基装備。操縦にはEDSUデジタル・フライ・バイ・ワイヤが用いられ、計器には液晶ディスプレイによる多機能表示装置を採用する予定であった。

## 性能（予定）
出典: 
諸元
- 乗員: 2名
- ペイロード: 80,000 kg
- 全長: 57.6 m （189 ft）
- 全高: 19.93 m
- 翼幅: 58.5 m（191 ft）
- 翼面積: 370 m2
- 空虚重量: 135,000  kg
- 動力: クズネツォフ NK-92 ターボファン、176.53 kN （39,685 lb）  × 4
- 総重量 258,000 kg（568,792 lb）

性能
- 巡航速度: 820-850 km/h
- 航続距離: 5,000 km （3,107 マイル）
- 実用上昇限度: 12,000あるいは14,000 m
- 離陸滑走距離: 1,550 m
- 着陸滑走距離: 1,400 m